# Нерсесян, Левон Вазгенович
Лево́н Вазге́нович Нерсеся́н (род. 1966) — специалист по древнерусскому искусству, старший научный сотрудник Третьяковской галереи, преподаватель Московского государственного университета, бывший главный редактор издательства «Северный паломник».

## Биография
В 1987 году закончил отделение истории искусства исторического факультета МГУ им. М. В. Ломоносова. В том же году в порядке распределения был принят на работу в Государственную Третьяковскую галерею младшим научным сотрудником в Отдел научной популяризации искусства (экскурсионный сектор).
В 1989 году был аттестован старшим научным сотрудником того же сектора. В 1991 году был переведен в лекционный сектор, а в 1992 — в методический сектор Отдела научной популяризации искусства, где работал до 1997 года (методистом по древнерусскому искусству). Член редакционной коллегии Академического каталога ГТГ. Отвечал за организацию нескольких выставок древнерусской живописи — отечественных и зарубежных — и подготовку их каталогов.
С 1993 по 2008 год вел семинар по древнерусскому искусству на кафедре истории русского искусства Исторического факультета МГУ им. М. В. Ломоносова (второй курс, д/о) — вначале как преподаватель-почасовик, а затем — на общественных началах.
С 2001 года — главный редактор издательства «Северный паломник», занимающегося изданием научной и научно-популярной литературы по истории и культуре России и, прежде всего, — по древнерусскому искусству.
Соискатель ученой степени кандидата искусствоведения на кафедре истории русского искусства Исторического факультета МГУ им. М. В. Ломоносова. Тема диссертации «Эсхатологические идеи и образы в русском искусстве конца XV — первой половины XVI века».
В конце 2008 года опубликовал информацию о желании Московской патриархии получить «Троицу» Рублёва, которое, по его утверждению, могло привести к гибели ветхой иконы.